# Прескотт (Орегон)
Прескотт (англ. Prescott) — місто (англ. city) в США, в окрузі Колумбія штату Орегон. Населення — 82 особи (2020).

## Географія
Прескотт розташований за координатами 46°2′53″ пн. ш. 122°53′17″ зх. д. / 46.04806° пн. ш. 122.88806° зх. д. (46.048166, -122.887938).  За даними Бюро перепису населення США в 2010 році місто мало площу 0,16 км², уся площа — суходіл. В 2017 році площа становила 0,18 км², з яких 0,18 км² — суходіл та 0,00 км² — водойми.

## Демографія
Згідно з переписом 2010 року, у місті мешкало 55 осіб у 26 домогосподарствах у складі 18 родин. Густота населення становила 351 особа/км².  Було 31 помешкання (198/км²).
Расовий склад населення:
| - 85,5 % — білих - 3,6 % — корінних американців - 1,8 % — чорних або афроамериканців |

До двох чи більше рас належало 9,1 %. Частка іспаномовних становила 0,0 % від усіх жителів.
За віковим діапазоном населення розподілялося таким чином: 9,1 % — особи молодші 18 років, 70,9 % — особи у віці 18—64 років, 20,0 % — особи у віці 65 років та старші. Медіана віку мешканця становила 51,5 року. На 100 осіб жіночої статі у місті припадало 120,0 чоловіків;  на 100 жінок у віці від 18 років та старших — 108,3 чоловіків також старших 18 років.
Середній дохід на одне домашнє господарство  становив 96 856 доларів США (медіана — 125 313), а середній дохід на одну сім'ю — 78 527 доларів (медіана — 76 250). Медіана доходів становила 86 500 доларів для чоловіків та 73 000 доларів для жінок. За межею бідності перебувало 3,7 % осіб, у тому числі 0,0 % дітей у віці до 18 років та 0,0 % осіб у віці 65 років та старших.
Цивільне працевлаштоване населення становило 32 особи. Основні галузі зайнятості: освіта, охорона здоров'я та соціальна допомога — 34,4 %, будівництво — 31,3 %, роздрібна торгівля — 15,6 %, виробництво — 15,6 %.